# Linnaeosicyos amara
Linnaeosicyos amara är en gurkväxtart som först beskrevs av Carl von Linné, och fick sitt nu gällande namn av H.Schaef. och Kocyan. Linnaeosicyos amara ingår i släktet Linnaeosicyos och familjen gurkväxter. Inga underarter finns listade i Catalogue of Life.